# Пирожкова, Екатерина Александровна
Екатерина Александровна Пирожкова (род. 22 сентября 1986, Куйбышев) — российская спортсменка, выступавшая в художественной гимнастике в индивидуальных и групповых упражнениях.
Чемпионка России и Всемирных Универсиад. Мастер спорта России международного класса.
Кандидат педагогических наук. Тренер сборной команды России.

## Спортивная биография
Заниматься спортом начала в четыре года в самарской СДЮСШ № 5. По настоянию папы Александра Николаевича привела её и сестру Анастасию в художественную гимнастику мама Марина Николаевна.
Тренировалась у Оксаны Геннадьевны Игнат, Юлии Анатольевны Якимовой, Валентины Алексеевны Тарасовой и хореографа Светланы Алексеевны Высоцкой. В Самарской области стала лидером среди гимнасток своего возраста, на равных выступала среди старших. С десяти лет Екатерину стали включать в сборные Самарской области, общества «Юность России», Приволжского Федерального округа.
Екатерина Пирожкова — многократный победитель и призёр чемпионатов и первенств Самары и Самарской области, округа, всероссийских турниров, чемпионатов спортивного общества «Юность России», призёр чемпионата России в составе команды Приволжского федерального округа.
В августе 2000 года Екатерине было присвоено звание «Мастер спорта России»
В октябре 2002 года перенесла операцию на мениске, что привело к 4-х месячному перерыву в занятиях, Но это не помешало продолжать заниматься спортом, повышать мастерство и добиваться роста результатов.
В 2003 году Екатерина Пирожкова поступает в ФГОУ ВПО НГУ им. П. Ф. Лесгафта и переезжает жить в Санкт-Петербург. С 2004 года тренируется в сборной университета в групповых упражнениях, в 2005 году становится капитаном команды под руководством заслуженного тренера РФ, кандидата педагогических наук, доцента Инны Валентиновны Быстровой.
В период с 2004 по 2007 год команда становится чемпионом Всемирных Универсиад в Измире (2005) и Бангкоке (2007), чемпионом России (2004, 2005 и 2006), чемпионом I летней Спартакиады молодежи России (2006).
В апреле 2005 года Екатерине присваивается звание «Мастер спорта России международного класса»

## Спортивные результаты

### Индивидуальные упражнения
- 16-кратный победитель первенств города Самары и Самарской области по программам 1 разряда и КМС (1994—1999);

- 14-кратный победитель чемпионатов и кубков города Самары и Самарской области по программе Мастер спорта (1999—2003);

- 3-х кратный серебряный призёр чемпионатов ФСО «Юность России»;

- Победитель Чемпионата г. Санкт-Петербург (2004);

- Первое место в многоборье («Надежды 21 века» в Самаре, 2002);

- Бронзовый призёр в многоборье и победитель в трёх отдельных видах (Чемпионат Приволжского федерального округа в Самаре, 2002)

- Серебряный призёр в многоборье и победитель в упражнении с булавами (Чемпионат Приволжского федерального округа в Казани, 2003);

- Бронзовый призёр в многоборье (Чемпионат Северного федерального округа, 2004),

- Бронзовый призёр в составе сборной команды Приволжского федерального округа (Чемпионат России, 2002).

- Многократный победитель различных соревнований в городах России.

- Участник Всероссийских и международных соревнований: «Надежды России», «Олимпийские надежды», «Юношеские игры», Первенство по Министерству просвещения России;

### Групповые упражнения
Сборная команда Санкт-Петербурга и ФГОУ ВПО НГУ им. П. Ф. Лесгафта.
- Многократная победительница Чемпионата и обладатель Кубка города Санкт-Петербурга, Северного округа, (2004—2007);

- Чемпионка в упражнениях с лентами, серебряный призёр в многоборье и в упражнении с обручами и булавами (Чемпионат России, Санкт-Петербург, 2004);

- Чемпионка в упражнении с лентами, серебряный призёр в многоборье, бронзовый — в упражнении с обручами и булавами (Чемпионат России в городе Краснодар, 2005);

- Чемпионка в многоборье, серебряный призёр в упражнениях со скакалками, обручами и булавами (Чемпионат России в городе Пенза, 2006);

- Чемпионка I летней Спартакиада молодежи России в городе Сургут (2006);

- Три золота на Универсиаде. Чемпионка в многоборье и в отдельных видах в упражнении с лентами и в упражнении с обручами и булавами. В общем зачёте Россия заняла на Универсиаде 1 место (XXIII летняя Универсиада в г. Измир, Турция, 2005);

- Два золота и одно серебро на Универсиаде. Чемпионка в многоборье и в упражнении с обручами и булавами, второе место в упражнении со скакалками (XXIV летняя Универсиада в г. Бангкок, Таиланд (2007).

### Выступления на Универсиадах
- В 2005 году сборная команда НГУ им. П. Ф. Лесгафта по художественной гимнастике в групповых упражнениях по решению И. Винер участвует в XXIII летней Универсиаде в Измире и во главе с капитаном Пирожковой и тренером И. В. Быстровой завоевывает три золотых медали в групповом многоборье, в упражнениях с лентами, с обручами и булавами.

В медальном зачете Универсиады Россия опередила КНР и заняла первое место.
- В 2007 году от России на XXIV летней Универсиаде в Бангкоке в групповых упражнениях опять выступала команда НГУ им. П. Ф. Лесгафта (главный тренер И. В. Быстрова, капитан команды Е. А. Пирожкова). Завоевала две золотых медали в групповом многоборье, в упражнении с обручами и булавами.

В медальном зачёте Россия занимает второе место.

## Научная деятельность
В 2008 году Екатерина Пирожкова с отличием заканчивает Университет, получает красный диплом и квалификацию «Специалист по физической культуре и спорту».
Сразу же поступает в аспирантуру и начинает преподавать на кафедре Теории и методики гимнастики Университета им. П. Ф. Лесгафта.
В 2010 году становится членом комплексной научной группы сборной России по художественной гимнастике, руководителем которой является доктор педагогических наук, профессор, Раиса Николаевна Терехина, и начинает работать в Учебно-тренировочном центре «Новогорск» со сборной РФ.
В 2011 году Пирожкова с отличием заканчивает аспирантуру и в 2012 году защищает диссертацию на тему «Развитие специальной выносливости у высококвалифицированных гимнасток». Получив звание кандидата педагогических наук, продолжает работать доцентом на кафедре Теории и методики гимнастики Университета им. П. Ф. Лесгафта.

## Тренерская деятельность
С 2012 по 2013 год Екатерина Пирожкова работает тренером сборной команды России по групповым упражнениям под руководством главного тренера сборной России и президента Всероссийской федерации художественной гимнастики (ВФХГ) И. А. Винер-Усмановой.
В этот период Екатерина Александровна вместе с командой участвует во всех крупнейших соревнованиях, на которых сборная России по групповым упражнениям добивается следующих результатов:
- Олимпийские игры в Лондоне, Великобритания (2012): чемпион Олимпиады;

- Чемпионат Европы в Нижнем Новгороде, Россия (2012): чемпион в многоборье и в финале с 5 мячами;

- Чемпионат мира в Киеве, Украина (2013): бронзовый призер в многоборье, чемпион в финале с 3 мячами и 2 лентами;

- Всемирная летняя Универсиада в Казани, Россия (2013): 3-х кратный чемпион в многоборье, в финалах с 10 булавами, 3 мячами и 2 лентами;

- Этапы Кубка мира, Гран-При, турниры FIG во Франции, Португалии, Италии, Греции, Беларуси, России, Узбекистане: многократный победитель и призер.

В 2013 году по направлению Всероссийской Федерации России по художественной гимнастике Пирожкова проводит семинары для тренеров в Бразилии и Казахстане.
В 2014 году главный тренер сборной Санкт-Петербурга, групповые упражнения. Команда добивается следующих результатов:
- Победитель турнира FIG в Венгрии.

- Серебряный призёр турнира FIG в Латвии.

- Бронзовый призёр III летней Спартакиады молодежи России в Казани.

- Серебряный призёр Кубка России в Пензе.

- Серебряный призёр Чемпионата России в многоборье.

- Чемпион России в упражнении с лентами в Пензе.

В 2015 году Екатерина Пирожкова работает главным тренером сборной Казахстана по групповым упражнениям. Под её руководством на Чемпионате Азии в Южной Корее команда добивается следующего результата:
- Бронзовый призер в упражнении с обручами и булавами.

В октябре 2015 года по направлению президента Всероссийской федерации художественной гимнастики Винер-Усмановой Е. А. Пирожкова подписывает контракт с федерацией гимнастики Бразилии и начинает работать со сборной по групповым упражнениям с целью её подготовки к Олимпийским играм в Рио-2016.
В течение следующего года Екатерина живёт в городе Аракажу, тренирует команду по российским и авторским методикам и постепенно выводит её на новый уровень. Сборная Бразилии участвует во всех крупных соревнованиях.
На первом международном турнире в Виктории (Бразилия) в ноябре 2015 г. команда занимает второе место.
В течение Олимпийского цикла (2015—2016) сборная Бразилии, наращивая свое мастерство, выступает на этапах Кубка мира и соревнованиях Гран-При:
- Лиссабон, Португалия;
- Тие, Франция;
- Пе́заро, Италия;
- Рио-де-Жанейро, Бразилия;
- София, Болгария;
- Минск, Беларусь;
- Гудалахара, Испания;
- Берлин, Германия;
- Казань, Россия.

На Олимпиаде в Рио-де-Жанейро (2016) команда Бразилии опережает сильные команды Китая, Германии, США, Узбекистана, Греции и занимает 9 место.
С 2013 по 2018 год Екатерина Александровна проводит тренерские семинары в следующих городах:
- Лондрина (Бразилия, 2013),
- Астана (Казахстан, 2014),
- Майами (США, 2017),
- Монпелье (Франция, 2017),
- Самара (Россия, 2017)

и учебно-тренировочные сборы в следующих городах:
- Сан-Паулу (Бразилия, 2015; 2016),
- Аракажу (Бразилия, 2015),
- Уфа (Россия, 2015; 2016; 2017),
- Новогорск (Россия, 2016)
- Шымкент (Казахстан, 2016),
- Майами (США, 2017),
- Тарту (Эстония, 2017, 2018),
- Новогорск (Россия, 2017) со сборной Тайвани,
- Тольятти (Россия, 2017),
- Самара (Россия, 2017),
- Алматы (Казахстан, 2017),
- Монпелье (Франция, 2017),
- Кисловодск (Россия, 2017),
- Торонто (Канада, 2017),
- Кармиэль (Израиль, 2017),
- Сестрорецк (Россия, 2017),
- Лениногорск (Россия, 2017),
- Кирьят-Бялик (Израиль, 2017),
- Альмерия (Испания, 2017),
- Штутгарт (Германия, 2017),
- Берлин (Германия, 2017),
- Леон (Испания, 2017),
- Астана (Казахстан, 2018),
- Сосновец (Польша, 2018),
- Лондон (Великобритания, 2018)
- Мурсиа (Испания, 2018)

В г. Альмерия (Испания, 2017) был проведен 2-х дневный мастер-класс, организованный клубом Stella Maris y el Patronato Municipal de Deportes.
С января 2017 года Пирожкова работает тренером сборной России в ФГБУ «ЦСП», а с января 2018 года - во Всероссийской федерации художественной гимнастики под руководством главного тренера сборной России и президента ВФХГ И. А. Винер-Усмановой.

### Тренерские семинары
По направлению Всероссийской федерации художественной гимнастики Е.А. Пирожкова проводит тренерские семинары с целью повышения квалификации тренеров в России и за ее пределами.
- В декабре 2013 г. по приглашению Олимпийского комитета Бразилии, проводит на базе университета UNOPAR 5-дневный семинар на Бразильском конгрессе школьного спорта в г. Лондрина для тренеров всех штатов Бразилии.
- По приглашению федерации художественной гимнастики Астаны, Казахстан, в январе 2014 г. проводит двухдневный обучающий семинар для тренеров города.
- В январе 2017 г. по приглашению клуба Rhythmic Art в рамках двухнедельных учебно-тренировочных сборов проводит семинар в Майами, США.
- По приглашению клуба Pole GR Montpellier в июле 2017 г. Екатерина совместно с Заслуженным тренером-хореографом сборной команды России Вадимом Зозуля проводит семинар в Монпелье, Франция, в котором принимают участие более 30 тренеров из Франции, США, Канады, Норвегии, Испании, Болгарии и др.
- В сентябре 2017 г. Екатерину приглашает Федерация Самарской области для проведения семинара с целью обучения более 30 специалистов из Самары, Тольятти, Жигулевска, Суходола, а также из Ижевска и Челябинска.

### Учебно-тренировочные сборы и мастер-классы
Е.А. Пирожкова проводит учебно-тренировочные сборы (УТС) с целью популяризации художественной гимнастики и повышения мастерства гимнасток всех возрастов и уровней подготовки, включая сборные команды разных стран.
Особенностью сборов является комплексный и системный подход к тренировочному процессу, объединяющий классические, базовые основы тренировок и эффективные авторские методики Е. Пирожковой. УТС проводятся с учетом стремительного развития современной гимнастики и правил соревнований.
2015 год
- Уфа, Россия. В начале январе Е.А. Пирожкова проводит УТС с гимнастками из трех клубов г. Уфа, Башкортостан.
- Сан-Паулу, Бразилия. В январе Екатерина проводит учебно-тренировочный месячный сбор.
- Аракажу, Бразилия. В феврале-марте 2015 года проводит месячный сбор со сборной Бразилии по групповым упражнениям.

2016 год
- Сан-Паулу, Бразилия. УТС в январе с гимнастками клуба SERC santa Maria de GR
- Новогорск, Россия. Двухнедельные сборы в ноябре с резервным составом сборной России по групповым упражнениям (8 гимнасток).
- Новогорск, Россия. Двухнедельные сборы в декабре с резервным составом сборной России по групповым упражнениям (12 гимнасток).
- Уфа, Россия. В декабре недельный УТС с 60-ю гимнастками клуба «Гармония».
- Шымкент, Казахстан. В декабре Екатерина проводит недельный УТС с гимнастками сборной командой страны и Школы художественной гимнастики (ШХГ) города Шымкент и ШХГ Кузнецовой Н.М. города Алматы.

2017 год
- Майами, США. По приглашению клуба Rhythmic Art, а также его руководителя и главного тренера Елены Николашкиной, Е. Пирожкова за 10 дней проводит УТС для 30 лучших гимнасток клуба и 4 тренеров.
- Тарту, Эстония. По приглашению Яники Мелдер, чемпионки мира в групповых упражнениях в составе команды СССР, Е.Пирожкова в феврале за 10 дней проводит УТС для 13 эстонских гимнасток города Тарту и 8 гимнасток из Канады перед традиционным Международным турниром «Мисс Валентина».
- Новогорск, Россия. На протяжении 2-х недель в феврале-марте Е. Пирожкова проводит УТС для 5 гимнасток и 1 тренера сборной Тайваня.
- Тольятти, Россия. В марте Пирожкова проводит недельный УТС для 50 гимнасток и 5 тренеров из Тольятти и Самары.
- Самара, Россия. Недельный УТС для 60 гимнасток и 8 тренеров городов Самары, Тольятти, Жигулевска и Новокуйбышевска, а также для 12 гимнасток сборной в групповых упражнениях Самарской области.
- Самара, Россия. В мае-июне недельный УТС для 60 гимнасток и 15 тренеров Самарской области.
- Алматы, Казахстан. В июне недельный УТС для 25 гимнасток и 4 тренеров, недельный УТС для 30 гимнасток и 10 тренеров, недельный УТС для 17 гимнасток и 5 тренеров.
- Монпелье, Франция. Для клуба Pole GR Montpellier в июле 2017 г. Екатерина совместно с Заслуженным тренером-хореографом сборной команды России Вадимом Зозуля проводит УТС для гимнасток Франции, США, Канады, Норвегии, Испании, Болгарии и др. За две недели Е. Пирожкова работает с 160 гимнастками и 30 тренерами.
- Кисловодск, Россия. В июне Е. Пирожкова проводит УТС для 40 лучших гимнасток и 5 тренеров.
- Торонто, Канада. По приглашению Яники Мелдер, чемпионки мира в групповых упражнениях в составе команды СССР, Е. Пирожкова в августе проводит 8-ми дневный УТС для 40 гимнасток и 5 тренеров.
- Торонто, Канада. Для клуба Jusco RGC в августе Пирожкова проводит недельный сбор для 25 гимнасток и 10 тренеров.
- Уфа, Россия. По приглашению клуба «Гармония» Екатерина проводит в августе УТС для 30 гимнасток и 5 тренеров.
- Самара, Россия. В сентябре по приглашению клуба RG-training проводит недельный сбор для 30 гимнасток и 4 тренеров.
- Кармиэль, Израиль. В октябре Е.А. проводит 10-дневный сбор для 25 гимнасток и 3 тренеров, в ноябре 15-дневный сбор для 25 гимнасток и 3 тренеров.
- Сестрорецк, Ленинградская обл. В октябре Екатерину Александровну приглашают клуб «Сестрорецкие звездочки» и клуб «Невский» для проведения УТС. Пирожкова в течение 8 дней тренирует 35 гимнасток и передает опыт 6 тренерам.
- Лениногорск, Татарстан. В ноябре по приглашению школы олимпийского резерва по художественной гимнастике города для 40 гимнасток г. Лениногорск и 10 гимнасток г. Пермь, а также 11 тренеров Екатерина Александровна проводит недельный сбор.
- Кирьят-Бялик, Израиль. В ноябре-декабре Екатерина проводит УТС для 25 гимнасток и 5 тренеров.
- Альмерия, Испания. В декабре Е.А. Пирожкова проводит 2-х дневный мастер-класс для 40 гимнасток и 20 тренеров из Мадрида и городов Андалусии (Уэльва, Кордова и Альхесирас).
- Штутгарт, Германия. По приглашению Федерации художественной гимнастики Германии и начальника сборной команды Isabell в декабре Екатерина проводит учебно-тренировочный сбор для 17 гимнасток сборной Германии и 33 гимнасток немецких клубов и школ, а также 13 тренеров.
- Берлин, Германия. В декабре Е. Пирожкова проводит 3-х дневный сбор для 28 гимнасток юниорской сборной Германии и 11 тренеров.
- Леон, Испания. По приглашению Club Ritmo в декабре проводит УТС для 30 лучших гимнасток города Леон и 6 тренеров.
- Уфа. В шестой раз УТС в г. Уфа Екатерина проводит по приглашению клуба «Гармония» в конце декабря для 25 гимнасток и 5 тренеров.

2018 год
- Астана, Казахстан. В самом начале года по приглашению ЦХГ «Жулдыз» Е.А. Пирожкова проводит УТС для 25 гимнасток разного возраста сборной Казахстана и 5 тренеров.
- Астана, Казахстан. По приглашению ЦХГ «Жулдыз» в январе Е.А. Пирожкова проводит еще один УТС для более чем 100 гимнасток и 8 тренеров из городов Астана, Алматы, Кокшетау, Талдыкорган, Актау.
- Сосновец, Польша. В феврале Екатерина Александровна проводит 5-дневный сбор по приглашению Rhythmic gymnastic academy SOSNOWIEC с участием 45 польских и украинских гимнасток, а также 6 тренеров.
- Лондон, Великобритания. УТС в феврале для 30 гимнасток местных клубов по приглашению London Sport Academy Rhythmic gymnastics.
- Тарту, Эстония. 2-дневный мастер-класс в рамках соревнований Miss Valentina 2018 со 110 гимнастками из Эстонии, Венгрии, Швейцарии, Канады, Мексики, Египта.
- Мурсиа, Испания. По приглашению CLUB GYMNOS 85 в феврале Екатерина проводит учебно-тренировочный сбор и мастер-класс для 100 гимнасток и 20 тренеров.